# Neha Ahuja
Neha Ahuja (Hindi नेहा आहूजा; * 27. September 1981 in Neu-Delhi) ist eine ehemalige indische Skirennläuferin. Sie war 2006 die erste indische Frau, die sich für Olympische Winterspiele qualifizierte.

## Karriere
Ahuja wurde als Tochter eines indischen Grenzoffiziers geboren und wuchs in Kaschmir auf. Dort, unterhalb des Himalaya, war ihr Vater in einem Wintersportressort als Direktor tätig. Als Fünfjährige unternahm sie ihre ersten Versuche auf Skiern. Im Alter von 16 Jahren zog sie nach Vail (USA), wo sie sich dem örtlichen Skiclub anschloss. Während ihres Studiums an der University of Colorado hielt sie am Skirennsport fest und setzte auch danach in Japan und Österreich das Training fort. Über verschiedene FIS-Rennen, an denen sie seit 1997 regelmäßig teilgenommen hatte, gelang ihr schließlich die Qualifikation für die Olympischen Winterspiele 2006 in Turin.
Dort ging sie im Slalom und Riesenslalom an den Start. Im Slalom belegte sie mit 27 Sekunden Rückstand aus zwei Läufen auf die Siegerin Anja Pärson den 51. und letzten Platz. Zwei Tage später kam sie im Riesenslalom auf Rang 42, knapp acht Sekunden vor der Letztplatzierten Mirella Arnhold aus Brasilien. Danach beendete sie ihre Karriere.

## Persönliches
Ahuja lebt heute in Charlotte, North Carolina. Sie hat zwei Söhne und arbeitete als strategische Beraterin.

## Erfolge

### Olympische Winterspiele
- Turin 2006: 42. Riesenslalom, 51. Slalom

### Winter-Asienspiele
- Aomori 2003: 13. Slalom, 17. Riesenslalom

### Sonstige Erfolge
- 4 Platzierungen unter den besten 15 bei FIS-Rennen